# 皮皮 (漫画)
《皮皮》，是敖幼祥的漫画，全套四册。以狗為主題，初名“超级狗”，敖幼祥的成名作，后以“超级狗皮皮”名称发行单行本。

## 歷史
最早連載於1980年7月21日的台湾《民生报》，受到读者喜爱，喚称为「中国史努比」。作者敖幼祥也因此成名，開啟漫画大师之路。之後随着《漫友》引进简体字版《皮皮》至中國大陸，漫畫主角小狗皮皮也受到讀者歡迎。2006年2月10日，在广州北京路舉辦“春季动漫嘉年华”，举行一场主题为“狗年旺旺”的新春漫画慈善义卖签售会，其中就包含小狗皮皮。敖幼祥带来自己特地亲笔绘制的三幅“小狗皮皮贺岁图”作公开拍卖。敖幼祥曾多次表示，自己创作的角色中喜爱的还是小狗皮皮，不仅因为《皮皮》是其成名作，而且也是因为皮皮身上保留着漫画家纯真、美好的寄托，饱含着漫画家对无数孩子的爱心和期望。

## 登場角色
- 皮皮
- 龟毛
- 黑猫
- 蜥教授
- 撒哈拉[4]